# Chèque visé
Un chèque visé est un moyen de paiement scriptural certifié par un tiers.

## Utilité du chèque visé
À la demande de l'émetteur ou du bénéficiaire du chèque, le banquier tiré peut apposer un visa sur celui-ci (tampon et/ou signature). Ce qui permet de constater l'existence d'une provision suffisante et disponible pour couvrir le chèque le jour de l'apposition du visa, sans toutefois garantir le paiement du chèque, la provision n'étant pas bloquée. Il n'offre guère plus de garantie qu'un chèque ordinaire, car même si la provision était suffisante le jour d'apposition du visa, cette provision peut très bien "avoir disparu" au moment de la présentation du chèque au débit du compte.

## Spécificité du chèque visé
Les chèques visés sont à distinguer des chèques certifiés et des chèques de banque. 
Si le bénéficiaire fait une demande de visa au banquier tiré, et qu'il refuse pour défaut de provision, celui-ci pourra alors engager une procédure de mise en interdiction bancaire à l'encontre de l'émetteur pour avoir émis un chèque sans provision.